# 贾米勒·阿萨德
贾米勒·阿萨德（阿拉伯语：جميل الأسد）（1933年—2004年12月15日）是叙利亚前总统哈菲兹·阿萨德的二弟、现任总统巴沙尔·阿萨德的二叔。他从1971年开始成为叙利亚人民议会议员直到去世。他也是一个民兵组织的指挥官。

## 生平
不同于哥哥哈菲兹·阿萨德和弟弟里法特·阿萨德的世俗主义倾向，据说贾米勒·阿萨德沉迷于宗教。1980年代，贾米勒在拉塔基亚山区、尤其是在阿拉维派社团成员中积极支持人们改宗正统什叶派。他送大批阿拉维派穆斯林去伊朗学习十二伊玛目派教义。这些人回到叙利亚后，他们就在周围的阿拉维派穆斯林中传播什叶派共同的教义。贾米勒还在山区建造侯赛因尼亚，而以前这里只有阿拉维派的圣墓。为了让大家更好地接受正统什叶派，他委任了一位什叶派谢赫做阿拉维派在巴尼亚斯的扎赫拉清真寺的伊玛目。他还允许伊朗官员进入叙利亚了解这里的改宗正统什叶派的活动。
1980年代，贾米勒在拉塔基亚创立了一个基金会，用于帮助阿拉维派穆斯林去麦加朝觐。据说该基金会还试图让逊尼派贝都因人改宗阿拉维派信仰，此举激怒了世俗的执政党阿拉伯复兴社会党。不管传言正确与否，还是引起了占叙利亚人口多数的逊尼派穆斯林的不满。据说该基金会还有一个阿拉维派民兵组成的武装警卫组织，由里法特·阿萨德领导的总统卫戍旅负责装备。这一民兵组织叫做沙比哈，参与了所有类型的黑手党式暴力冲突。1983年阿萨德总统解散了基金会，而沙比哈则依旧存在。
贾米勒的儿子法瓦兹领导着一支驻拉塔基亚的突击队，虽然不是正规的武装力量，但这支队伍的建立是为了平衡正规军的力量。1981年在一次向阿萨德总统的挑战失败后，贾米勒被软禁在家中。
当1984年阿萨德总统病重期间，他的三弟里法特试图利用总统卫戍旅发动一场政变夺权，最终失败，而阿萨德总统对他的二弟贾米勒也产生了怀疑。贾米勒的一些资产因哥哥的报复被没收，但他无疑依然是一个非常长富有的人。
据说贾米勒因腐败指控而于1996年底或1997年初被流放到法国。
贾米勒晚年担任人民议会国家安全委员会主席。不同于弟弟里法特，贾米勒公开支持侄子巴沙尔·阿萨德继承哥哥的总统职位。贾米勒和他的儿子法瓦兹拥有相当多的房地产和企业。据报道，贾米勒的晚年大部分在欧洲度过。不过不像弟弟里法特，他被允许定期回国履行议会职责。他出席了哥哥哈菲兹·阿萨德的葬礼。

## 个人生活
贾米勒·阿萨德有两个儿子：蒙齐尔·阿萨德（1961年生）与法瓦兹·阿萨德（1962年生）。他有一个女儿嫁给了加齐·卡纳安的儿子雅鲁卜·卡纳安。
他的大儿子蒙齐尔于2005年入境黎巴嫩时在贝鲁特国际机场被捕。据报道，他涉嫌走私武器给伊拉克武装分子。2011年欧盟对蒙齐尔施加制裁，理由是他在叙利亚动乱中参与了沙比哈民兵对示威者的镇压活动。同年欧盟对法瓦兹·阿萨德也施加了相同的制裁。

## 逝世
2004年12月15日，贾米勒·阿萨德在一家法国医院治疗大约一个月后不治，享年71岁。